# タケベ無線
株式会社タケベ無線（タケベむせん）は、家電、AV生活、テレビ、コンピュータ、電球、携帯電話などを販売する電気機器販売店。
福井県鯖江市本町の本社。

## 店舗案内
店舗一覧参照

## 過去の店舗案内
- タケベ360
- タケベのらくらく館
- オーディオタケベ
- くじら館 鯖江店
- くじら館 武生店
- くじら館 国高店